# فریتز ریزر
فریتز ریزر (انگلیسی: Fritz Ryser; ۲۶ مهٔ ۱۸۷۳ – ۱۳ فوریهٔ ۱۹۱۶) دوچرخه‌سوار اهل سوئیس بود.
افتخارات
وی در مسابقات کشوری و بین‌المللی در مجموع برندهٔ ۱ مدال طلا، ۱ مدال برنز شده‌است.